# Quark up
Il quark up o quark su (solitamente abbreviato in quark u) è un quark di prima generazione con una carica elettrica positiva di +2⁄3 e.
È il quark più leggero di tutti: la sua massa non è stata determinata con precisione, ma è probabilmente compresa tra 1,5 e 3,3 MeV/c2. Il suo numero barionico è +1⁄3, come per tutti i quark. Il quark up è rappresentato dal simbolo u.
Come tutti i fermioni (di cui i quark sono un sottoinsieme), il quark up possiede uno spin semi-intero ovvero di 1⁄2; di conseguenza rispetta il principio di esclusione di Pauli e segue la statistica di Fermi-Dirac. Il quark up, come tutti i quark, interagisce tramite la forza nucleare forte, ed è inoltre dotato di un ulteriore numero quantico, la carica di colore (vedasi cromodinamica quantistica).
In accordo al modello standard della fisica delle particelle, il quark up ed il quark down sono i costituenti fondamentali dei nucleoni: i protoni contengono due quark up e un quark down, mentre i neutroni contengono un quark up e due quark down. È da notare che la maggior parte della massa nei nucleoni proviene dall'energia del campo gluonico che tiene insieme i quark, e non dalle masse dei quark stessi.
La sua antiparticella (antiquark up, simbolo ū) ha carica elettrica e numero barionico uguali e opposti, rispettivamente -2⁄3 e -1⁄3.

## Storia
Nel 1964, Murray Gell-Mann e George Zweig ipotizzarono indipendentemente l'esistenza dei quark, in particolare dei primi tre (quark up, down e strange), e la prima prova della loro esistenza fu ottenuta con un esperimento di diffusione profondamente anelastica compiuto allo SLAC dell'Università di Stanford nel 1967.

## Adroni contenenti quark up
Tra gli adroni che contengono quark up vi sono:
- I nucleoni, ovvero protoni (p) e neutroni (n), contenenti triplette di quark tra cui almeno un quark up;
- I pioni carichi (π±), mesoni che contengono un quark up e un antiquark down, o viceversa;
- Il pione neutro (π0), una combinazione lineare di quark up-antiup e down-antidown;
- Altri mesoni, come i mesoni rho (ρ) e omega (ω), combinazioni lineari di quark up-antiup e down-antidown;
- I mesoni eta e eta primo (η e η′), combinazioni lineari di alcune coppie quark-antiquark tra cui la coppia up-antiup;
- Un gran numero di barioni identificati contenenti uno o più quark up, come i barioni delta (Δ; escluso Δ−) e alcuni barioni sigma (Σ).